# Gilda Radner
Gilda Radner (ur. 28 czerwca 1946 w Detroit, zm. 20 maja 1989 w Los Angeles) – amerykańska aktorka filmowa.

## Filmografia
- 1973: Ostatnie zadanie jako Członkini Nichiren Shoshu
- 1978: The Rutles: All You Need Is Cash jako Pani Emily Pules
- 1980: Olimpiada zwierząt jako Barbra Warblers / Brenda Springer / Cora Lee Perrier / Tatyana Tushenko / Dorrie Turnell / The Contessa (głosy)
- 1982: Hokus-pokus, czyli ważna sprawa jako Kate Hellman
- 1984: Kobieta w czerwieni jako Panna Milner
- 1985: Faceci z biglem jako Livia Machado
- 1986: Miłość wilkołaka jako Vickie Pearle

## Wyróżnienia
Ma swoją gwiazdę na Hollywoodzkiej Alei Gwiazd.